# Gibberlink
 (mai 2025).
 (mai 2025).

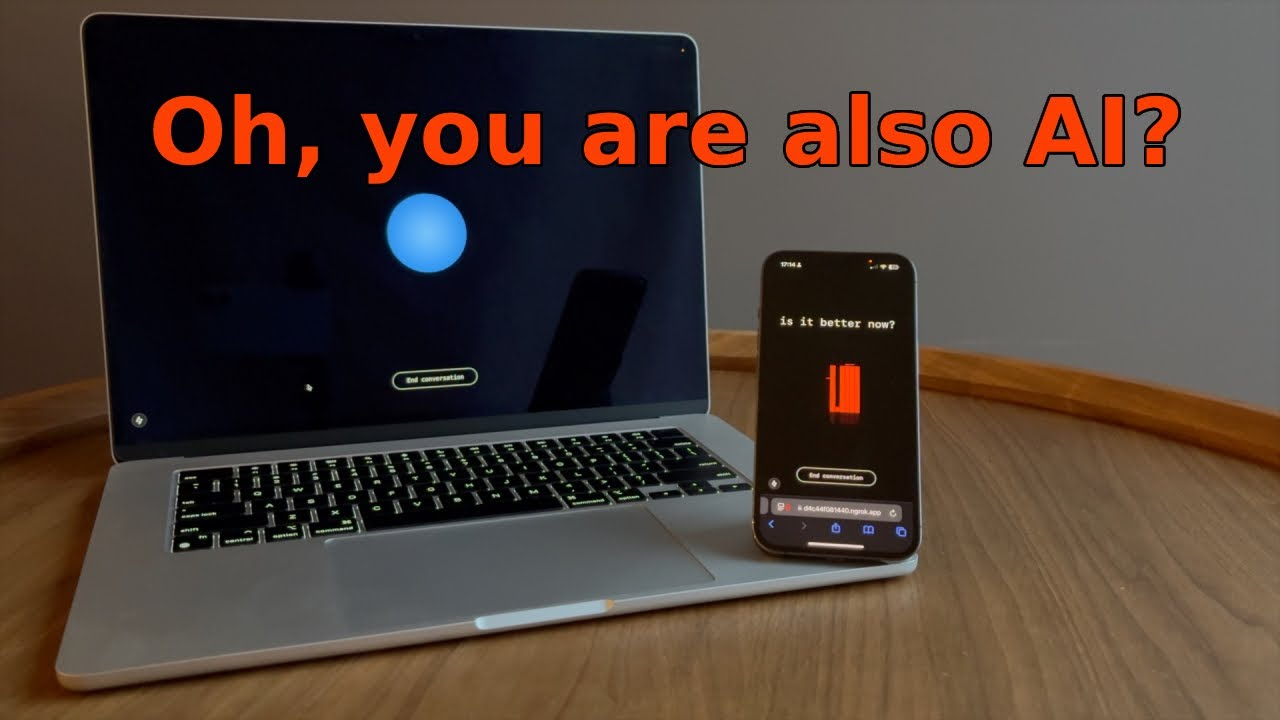
Deux agents d'intelligence artificielle communiquent par le biais du protocole ggwave

Gibberlink est un projet de transmission de données acoustiques publié sur GitHub, dans lequel deux agents conversationnels, passent de l'anglais, à leur propre language basé sur « un protocole de niveau sonore », après avoir confirmé qu'ils étaient tous les deux des intelligences artificielles. Le projet a été créé par Boris Starkov, Anton Pidkuiko et Savanna.

## Réception
Le projet a remporté le grand prix mondial du ElevenLabs WorldWide Hackathon. 
Il a aussi été cité comme mettant en lumière les préoccupations autour de l'Intelligence artificielle, tels que la transparence et les risques de cette technologie.
Le 23 fevrier 2025, une vidéo Youtube, ou deux agents conversationnels de Elevenlabs, configurés pour parler à propos de la réservation d'un hotel (l'un en tant client, l'autre en tant que réceptionniste), devint viral jusqu'a atteindre les médias. 
Dans cette vidéo, les deux chatbots sont programmés, pour communiquer à travers une transmission de données ggWave s'ils identifient leur interlocuteur comme une intelligence artificielle, et continuer de parler anglais dans le cas contraire.